# Frederik Ferdinand af Anhalt-Köthen
Frederik Ferdinand af Anhalt-Köthen (tysk: Friedrich Ferdinand von Anhalt-Köthen; 25. juni 1769 – 23. august 1830) var en tysk fyrste fra Huset Askanien, der var hertug af det lille tyske hertugdømme Anhalt-Köthen fra 1818 til 1830.
Frederik Ferdinand var den næstældste søn af fyrst Frederik Erdmann af Anhalt-Köthen-Pleß. Han giftede sig første gang i 1803 med Prinsesse Louise af Slesvig-Holsten-Sønderborg-Beck, datter af hertug Frederik Carl Ludvig af Slesvig-Holsten-Sønderborg-Beck, og anden gang i 1816 med Grevinde Julie von Brandenburg, uægte datter af kong Frederik Vilhelm 2. af Preussen. I 1818 efterfulgte han sin mindreårige fætter Ludvig 2. af Anhalt-Köthen som fyrste af Anhalt-Köthen. Den barnløse Fyrst Frederik Ferdinand blev efterfulgt som hertug af sin yngre bror, Henrik.

## Eksterne links
- Wikimedia Commons har flere filer relateret til Frederik Ferdinand af Anhalt-Köthen
- Slægten Askaniens officielle hjemmeside Arkiveret 21. august 2018 hos  Wayback Machine

| Frederik FerdinandHuset AskanienFødt: 25. juni 1769 Død: 23. august 1830 |                                     |                       |
| Titler som regent                                                        |                                     |                       |
| Foregående: Ludvig 2.                                                    | Hertug af Anhalt-Köthen 1818 – 1830 | Efterfølgende: Henrik |